# Paula Cândido
Paula Cândido é um município brasileiro do estado de Minas Gerais. Sua população, segundo o censo de 2022 do Instituto Brasileiro de Geografia e Estatística, foi recenseada em 8 659 habitantes.

## História
Os primeiros habitantes da região hoje compreendida como Paula Cândido, bem como da Zona da Mata Mineira no geral, eram as populações indígenas das famílias puris e borum. As primeiras invasões sertanistas se deram no século XVIII, por meio do bandeirante Pires Farinha.
A primeira fixação que se tem conhecimento, todavia, é de José Gomes Barroso, que recebeu uma sesmaria na região por volta de 1875. Um de seus descendentes diretos, João Gomes Barroso, doou parte da terra para que fosse erigida uma igreja em homenagem a São José. O primeiro sacerdote foi o padre José Justino Pais Maciel e o primeiro vigário foi o padre José Januário de Assis Carneiro.
Por conta do santo padroeiro, o povoado se chamou originalmente São José do Barroso. Naquele contexto ele era um sub-distrito de Santa Rita do Turvo (Viçosa) que na época pertencia ao municipio de Mariana. Posteriormente o povoado tornou-se um distrito, ainda pertencente à Mariana; e depois passou a pertencer aos termos de São Januário de Ubá, e São João do Presídio.
Paula Cândido só se tornou municipio em 12 de dezembro 1953. O seu nome é uma homenagem a uma figura ilustre da cidade, o Dr. Francisco Gomes de Paula Cândido, político e médico do Império.

## Turismo
Os principais eventos da cidade são a tradicional festa do Rosário, a semana da Agropecuária e o aniversário da cidade. A cidade também conta com o Museu da Casa da Cultura, e as suas arquiteturas religiosas, principalmente as Igrejas do Rosário, Nossa Senhora Aparecida e a Matriz de São José.